# Canarium paniculatum
Canarium paniculatum es una especie de planta de flores perteneciente a la familia  Burseraceae. Es endémico de Mauricio. Se le trata en peligro de extinción por pérdida de hábitat.

## Taxonomía
Canarium paniculatum fue descrita por (Lam.) Benth. y publicado en Monographiae Phanerogamarum 4: 124. 1883.
Sinonimia
- Bursera paniculata Lam.
- Canarium colophania Baker
- Canarium mauritanum Oken[3]